# Carlos Robles Piquer
Carlos Robles Piquer (ur. 13 października 1925 w Madrycie, zm. 8 lutego 2018 tamże) – hiszpański polityk i dyplomata, ambasador Hiszpanii m.in. we Włoszech, w latach 1975–1976 minister edukacji i nauki, senator, poseł do Parlamentu Europejskiego II, III i IV kadencji.

## Życiorys
Absolwent nauk politycznych, ekonomii i filozofii. Od 1951 związany ze służbą dyplomatyczną. Pracował również w administracji rządowej m.in. jako dyrektor generalny ds. informacji w resorcie informacji i turystyki. Pełnił funkcję ambasadora m.in. w Libii i Czadzie.
Od 1975 do 1976 zajmował stanowisko ministra edukacji i nauki w rządzie Carlosa Ariasa Navarro, po czym objął urząd ambasadora we Włoszech. W 1979 powrócił do Hiszpanii w związku z nominacją na sekretarza stanu ds. zagranicznych. W okresie przemian politycznych dołączył do Sojuszu Ludowego, a następnie do Partii Ludowej. W latach 1981–1982 był dyrektorem generalnym Radiotelevisión Española. Kierował również instytutem zajmującym się współpracą państw iberoamerykańskich (Instituto de Cooperación Iberoamericana). W latach 1983–1987 był posłem do parlamentu wspólnoty autonomicznej Madrytu. W tych samym latach wchodził w skład hiszpańskiego Senatu.
W 1986 po akcesie Hiszpanii do Wspólnot Europejskich objął mandat eurodeputowanego w ramach delegacji krajowej. Z powodzeniem ubiegał się o reelekcję w tym 1987, a następnie w 1989 i 1994. W PE zasiadał do 1999, pełniąc m.in. funkcję wiceprzewodniczącego frakcji chadeckiej.
Odznaczony m.in. Krzyżem Wielkim Orderu Karola III oraz Krzyżem Wielkim Orderu Zasługi Cywilnej.